# The Stepford Wives (2004)
The Stepford Wives (2004) is de tweede verfilming van het gelijknamige boek van Ira Levin, dit keer door Frank Oz. De eerste, gelijknamige verfilming kwam van de hand van regisseur Bryan Forbes in 1975. In vergelijking met het origineel was de remake een zuivere komedie in plaats van een thriller.
Oorspronkelijk had de film een cynischer toon en ook met een bitter einde dat meer op het einde in het boek leek. Nadat de film aan een testpubliek werd getoond bleek deze niet goed in de smaak te vallen. De film moest meerdere malen aangepast worden en werd luchtiger van toon. De film werd niet goed ontvangen en deed het ook niet goed in de bioscopen.
Het boek heeft een feministisch thema. Het idee van Stepford met mooie zorgzame onderdanige vrouwen kan aanlokkelijk lijken maar tegelijkertijd geeft het aan hoe bang deze mannen zijn. Ze voelen zich geïntimideerd door het succes en het feminisme gedachtegoed van hun vrouwen. In het boek, dat overigens satirisch bedoeld is, winnen de mannen en wordt Joanna vervangen door een robot. In de film van 2004 winnen ze niet maar worden ze gestraft en heropgevoed.

## Verhaal
Programmamaakster Joanna Eberhart (Nicole Kidman) krijgt een zenuwinzinking wanneer ze wordt aangevallen door een deelnemer aan een reality televisie show en vrijwel direct daarna wordt ontslagen. Haar man Walter besluit dat het beter voor haar gezondheid is om samen naar het chique Stepford te verhuizen.
In de gated community Stepford lijkt alles rustig en bijna iedereen heeft een gestroomlijnd huwelijk, met zorgzame en verleidelijke huisvrouwen. De vrouwen treffen elkaar regelmatig in de boekenclub van Claire en de mannen komen bij elkaar in de mannensociëteit geleid door Mike. Het huwelijk tussen Joanna en Walter dreigt op de klippen te lopen en ondertussen probeert Joanna zich aan te passen aan de leefstijl. Ze komen tot de conclusie dat er iets vreemds aan de hand is. Stepford heeft twee eigengereide buitenbeentjes maar ook zij veranderen van de ene op de andere dag en blijken zich volledig aangepast te hebben. Ook komen ze er achter dat alle vrouwen ooit een succesvolle carrière hadden.
Walter wordt ingewijd in de geheimen van de mannenclub en stemt ermee in dat zijn vrouw net als de andere vrouwen hersenimplantaten krijgt, waardoor ze in een zorgzame en op uiterlijk gerichte vrouw zal veranderen. Door een truc wordt Joanna toch niet veranderd en tijdens een bal weet Walter alle geïmplanteerde chips te deactiveren. De mannen worden in het nauw gedreven en Mike wordt onthoofd, waarna blijkt dat hij een robot is. Nu komt het echte geheim aan het licht. Claire was ooit een succesvolle hersenchirurg. Toen ze op een dag ontdekte dat haar man vreemdging doodde ze hem en bouwde een robot naar zijn evenbeeld. Hierna creëerde ze de voor haar perfecte gemeenschap, met mannen die hun vrouw trouw zijn en vrouwen die zich dienstbaar opstellen.
Joanna en Walter verlaten Stepford en pakken hun leven weer op. In Stepford zijn de rollen nu omgedraaid en zijn de vrouwen de baas. De mannen moeten nu al het werk doen en worden heropgevoed.

## Spelers
- Nicole Kidman als Joanna Eberhart
- Matthew Broderick als Walter Kresby
- Bette Midler als Bobby Markowitz
- Glenn Close als Claire Wellington
- Christopher Walken als Mike Wellington
- Jon Lovitz als Dave Markowitz
- Roger Bart als Roger Bannister
- KaDee Strickland als Tara
- Carrie Preston als Barbara
- Faith Hill als Sarah Sunderson